# 平背龜
平背龜（學名: Natator depressus，英文名：Flatback Turtle）是生長於澳洲沙灘和淺水海域的特有種海龜。目前只在澳洲大陸棚周圍的水域中發現。和其他海龜一樣屬於海龜科（Cheloniidae）。之所以取名為平背龜是因為相較於其他海龜來說，平背龜的殼較扁平或擁有較低的圓頂。他們的腹部顏色是稍微乳白色的綠色和灰色混雜。這些海龜平均長76cm到96cm，重量介於70kg到90kg之間。剛孵化的幼龜體型比其他種海龜大。平背龜被列為易危物種。他們所受到的威脅與其他海龜不同，因為他們分佈範圍小。

## 外觀描述

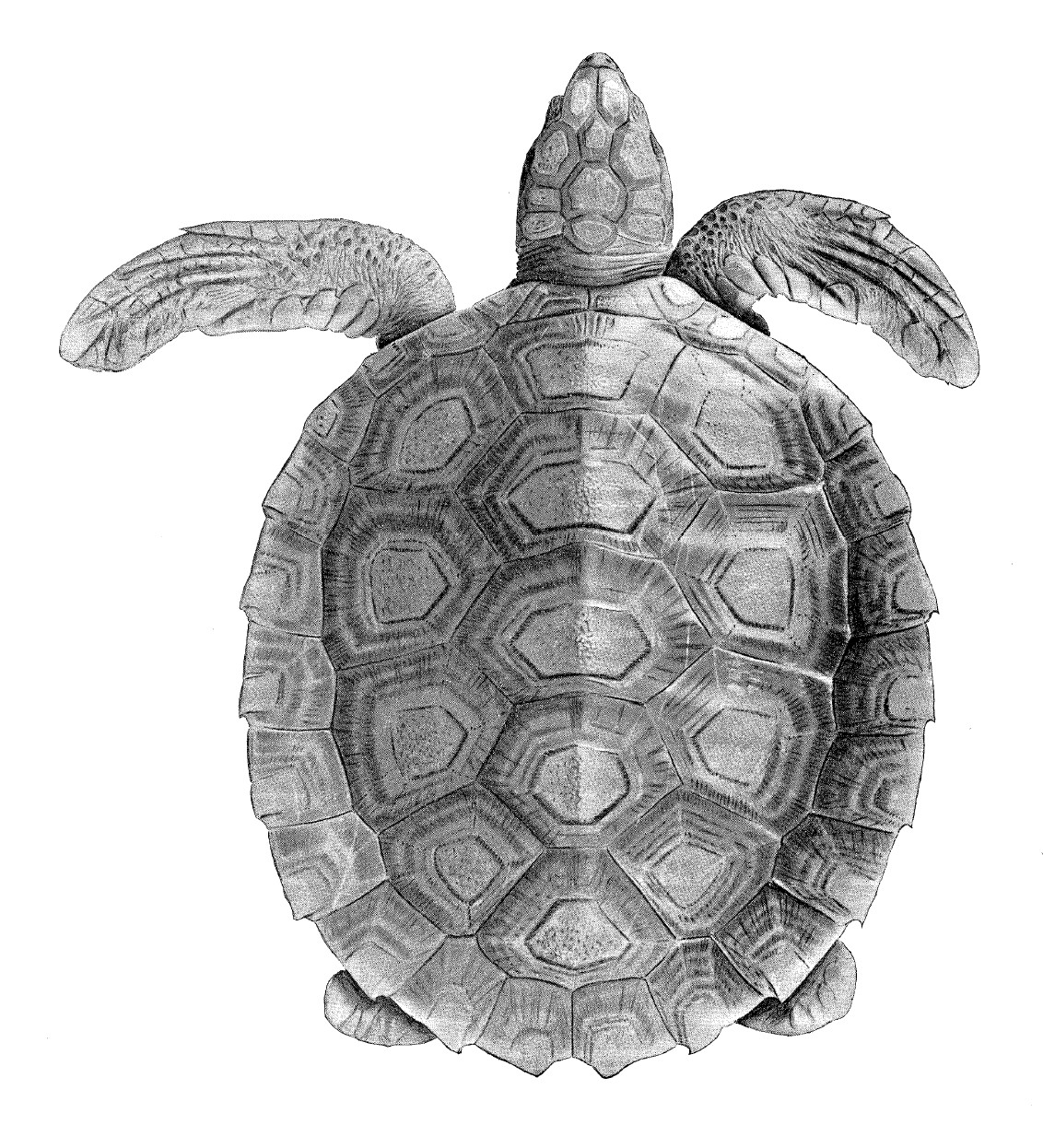
圖 為 俯瞰平背龜

平背龜是一種海龜，可以以平滑扁平的圓頂，或是甲殼向上翹的邊緣來辨認。具有橄欖綠或是灰綠色的色彩。與他們頭部的顏色吻合。腹甲有著淡淡地淺黃色。平背龜平均長度為76~96cm，平均重量為70~90Kg之間。平背龜成年時雌性大於雄性，並且有著比雄性更長的尾巴。
他的甲殼有一個方便辨認的特徵，就是擁有一對覆蓋頭部的前額鱗和四對肋盾。平背龜的另一個獨特特徵是，他們的甲殼比其他海龜的甲殼薄許多，即使在很小的壓力下，也可能使得甲殼破裂。

## 分佈
平背龜中最小的族群僅有七隻。他們只存在於熱帶地區的大陸棚及沿海水域，通常只在深度小於60公尺的水域發現他們 ，並且不像其他海龜一樣分佈在全球。平背龜可以在澳洲北部、南迴歸線或是巴布亞新幾內亞(Papua New Guinea)的沿海區域找到。在澳洲境內分佈於昆士蘭東部(Eastern Queensland)、托雷斯海峽(Torres Strait)和卡奔塔利亞灣(Gulf of Carpentaria)、北領地(Northern Territory)以及澳洲西部。這些區域都可以發現平背龜的巢穴。平背龜不會與其他海龜一樣因為遷徙而在海上進行長途旅行。

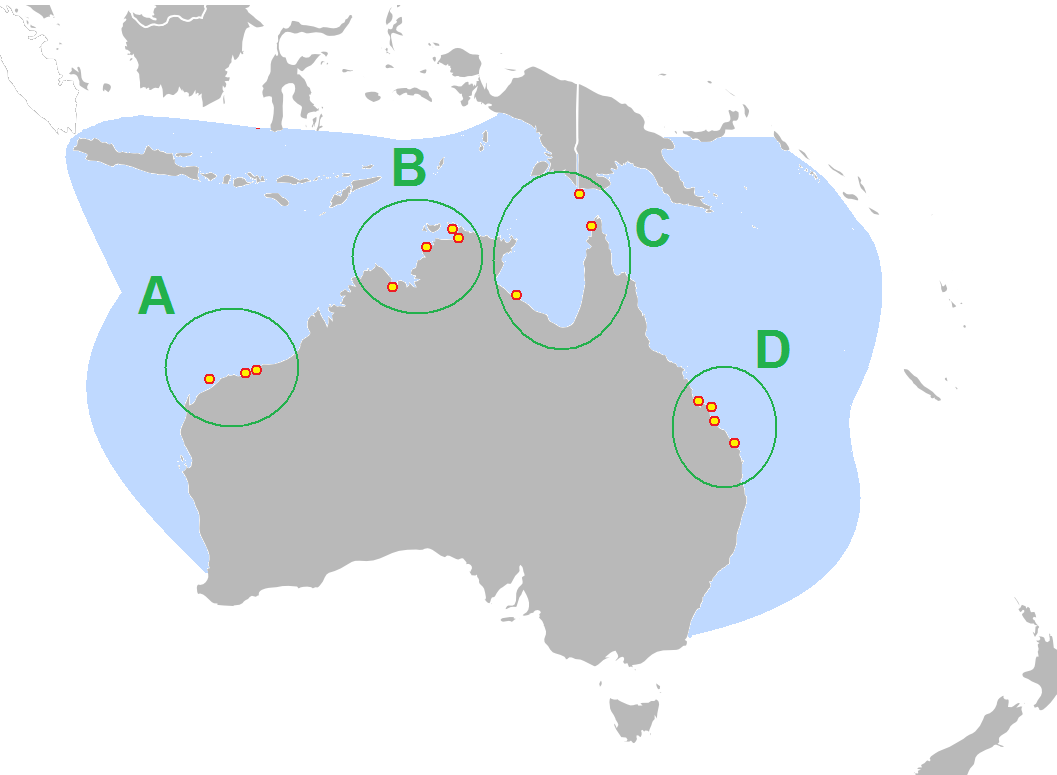
平背龜的分佈和用點點標示主要巢穴。

平背龜並沒有分布全球，他們只在澳洲築巢和繁殖。從昆士蘭、北領地和澳洲西部，尤其集中在昆士蘭的卡奔塔利亞灣。在昆士蘭中，從最南的班達伯格（Bundaberg）到最北的托雷斯海峽都可以發現築巢地點 ，在這範圍中，大堡礁南部、野鴨島（Wild Duck）和柯蒂斯島（Curtis Island）是主要的築巢地點。托雷斯海峽包含了這些主要築巢地點。在北領地，築巢的區域更為廣泛，並包含沿海的各種類型海灘。在西澳地區，金柏利區（Kimberley Region）、多梅特角（Cape Domett）和拉克羅斯島（Lacrosse Island）是重要的築巢點。

## 棲息地
平背龜棲息在熱帶和亞熱帶的淺層泥底區。這些海龜只住在澳洲大陸棚，而且可以在草地、海灣、潟湖、河口或任何有泥底的海床發現他們。 母海龜喜歡在熱帶和亞熱帶的沙灘築巢 。他們喜歡巢穴裡的溫度介於29°C至33°C之間，這是性別決定期的中樞溫度。

## 生活史

### 幼年
小海龜會在12月初開始離巢，同一窩卵會持續孵化至3月下旬。2月份是小海龜出現的高峰期。平背龜的幼龜比起其他種類的海龜幼龜來得大，甲殼的平均長度為60mm。 因為體型較大，有助於幼龜免於一些天敵的捕食，並賦予他們有比較好的游泳能力。幼平背龜傾向於靠近海岸，缺乏其他種海龜的浮游階段。幼龜以在他們上層棲息環境中的大型浮游生物為食。

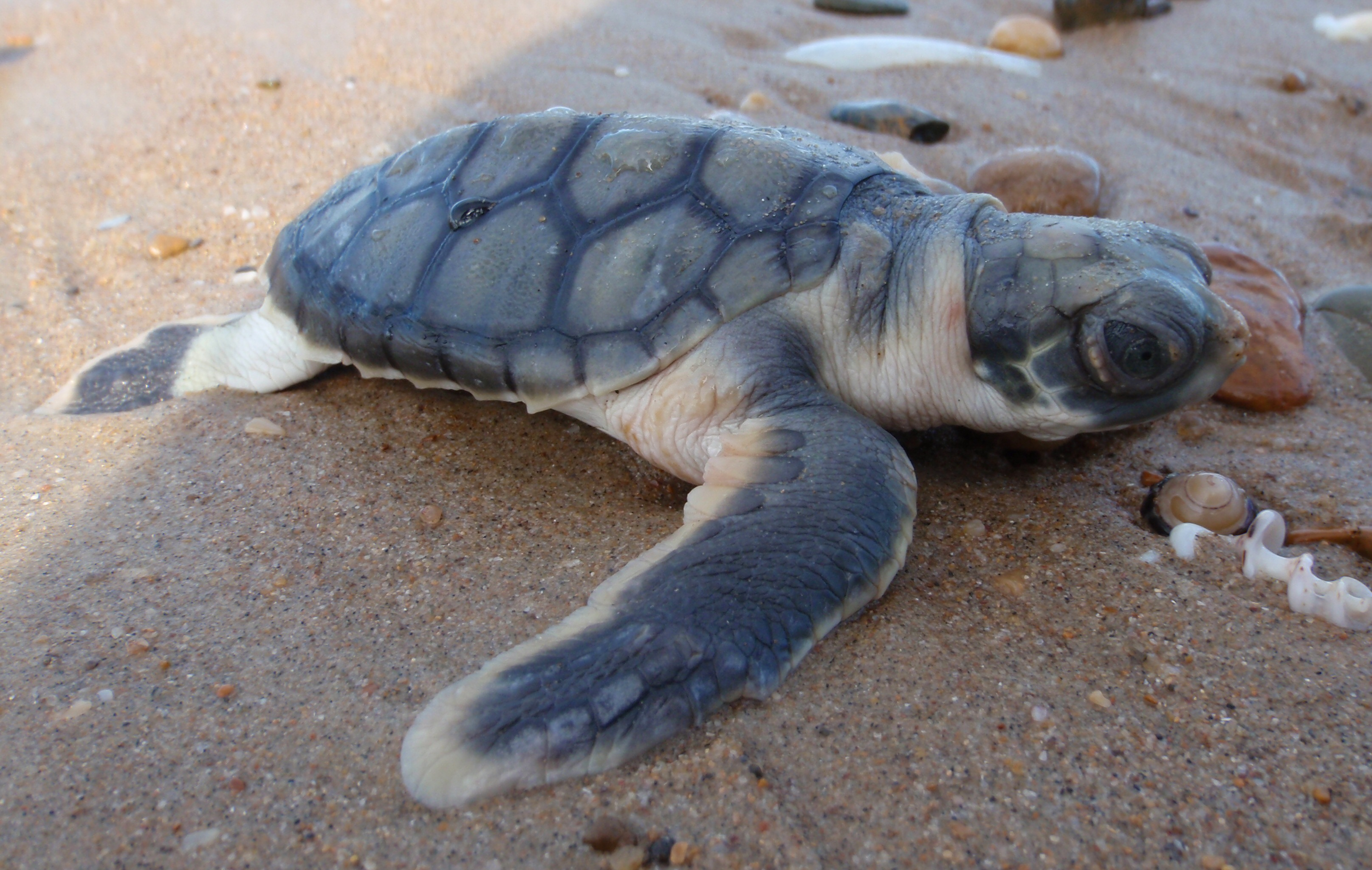
一隻幼平背龜正爬向大海。

### 繁殖
平背海龜會在7到50歲間性成熟，每隔兩到三年會築巢。雄龜和雌龜只在海上交配；因此雄龜在孵化後永遠不會回到岸邊。平背龜的築巢地點只會選在澳洲海岸沙丘的斜坡內。雌龜會在同一個築巢期返回同一個海灘產卵。他們也會在其他築巢季節返回同一個海灘。根據築巢的區域，築巢期可以從11月到隔年1月，甚至持續整年。整個築巢季節最多可以產4次卵，而築巢間隔時間為13至18天。雌龜會用前肢的蹼清除表層乾燥的沙。 清完沙子後，雌龜會用後肢建造產卵室。 在產下卵後，使用後肢再度將產卵室覆蓋起來，同時用前肢拋沙。
平背龜在同一窩中卵的數量少於其他種海龜。平背龜在同一窩中平均有50顆卵，而其他海龜則有100到150顆卵。在巢穴中的卵長55mm。平背龜孵化後的性別取決於埋有龜卵的沙子溫度。如果溫度低於29°C將孵出雄性，溫度若高於29°C，則為雌性。

## 生態

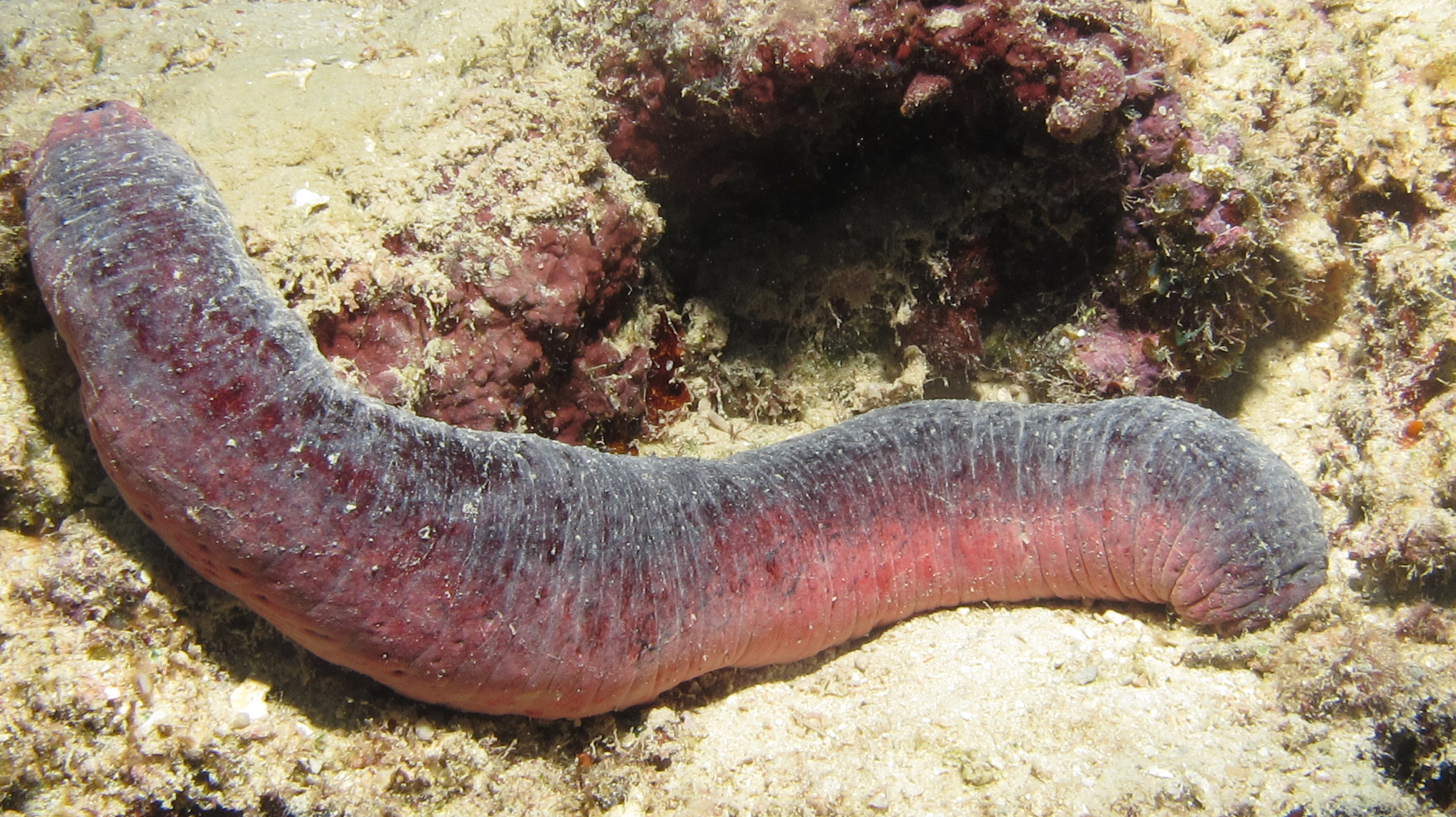
海參，人們發現平背龜會吃的生物之一。

### 食物
平背龜是雜食動物，但主要還是肉食性。主要於他們游泳的淺水區中獵食。 他們被發現會吃軟珊瑚、海參、蝦、水母，軟體動物以及其他無脊椎動物。 即便很少吃植物，平背龜偶爾也會吃海草。

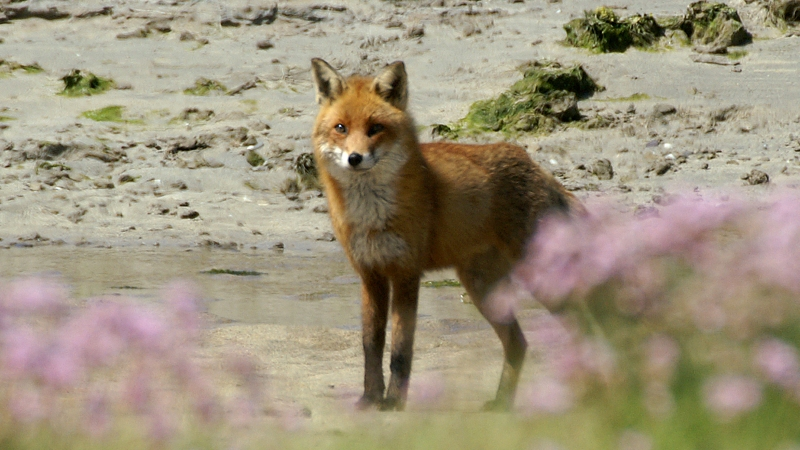
狐狸是平背龜陸地上的天敵。

### 天敵
平背龜在陸上和海上都有著天敵。陸上的天敵有狐狸、野狗和豬。海中的天敵有鯊魚。  幼龜也在他們前往大海的途中面臨著被螃蟹、鳥類和小鱷魚的捕食威脅。 進入水中後，幼龜會被魚類甚至遭到鯊魚捕食。  由於孵化時的體型較大以及比較好的游泳能力，被捕時的機率與其他種海龜比起來會比較低。

## 保護

### 狀態

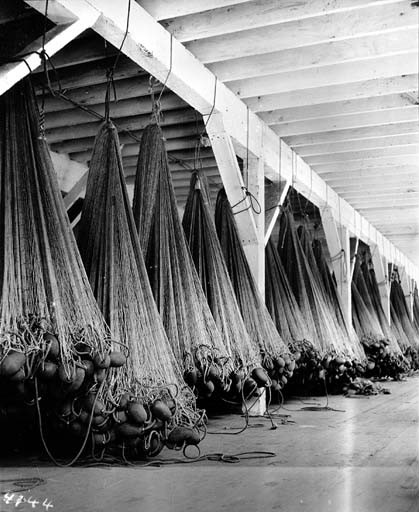
圖為對平背龜造成威脅的流刺網。

平背龜在澳洲被列為易危動物。  在所有海龜中，他們是最不瀕臨絕種的。  與其他海龜不同，人類對他們的肉沒有很多的需求。  他們不會遠離海岸；因此，他們不會像其他海龜一樣被漁網捕獲  這些都是他們的處境沒有那麼危險的原因。

### 威脅
所有海龜都面臨著諸如棲息地喪失、野生動物貿易、龜卵採集、對肉的需求、誤捕、汙染以及氣候變遷等威脅。 特別的是，平背龜所受到的其中一個威脅是澳洲原住民傳統的狩獵及採集龜卵。 這些不是為了商業目的的原住民被政府賦予狩獵的權利。 另一個正在想辦法解決的威脅是由於沿岸發展而遭到破壞的覓食海域和築巢的沙灘。 在這些沙灘上露營，因為壓實了沙子造成沙丘日見遭到侵蝕， 還有在道路上行駛的車輛也阻礙幼龜前往大海。 沿海發展也使得成年海龜很難或甚至不可能到達築巢或覓食地點。平背龜也成為誤捕的犧牲品。他們會被漁夫捕獲，特別是由拖網、流刺網、遭遺棄的幽靈漁網和蟹籠。 最後，汙染是最影響平背龜的。 汙染會影響他們的產卵時間，影響他們如何選擇築巢地點，也影響了孵化後的幼龜如何找到大海以及成龜如何找到海灘。

### 保護方法
2003年，一項復育計畫在澳洲實施，為了幫助平背龜以及其他種海龜。  該計劃宗旨在於降低降低海龜在商業漁業中的死亡率，以及維持可持續發展的原住民狩獵傳統。  目前正在制訂及整合能夠影響平背龜繁殖成功因素的監測計劃。  在卡卡杜國家公園中，這種監測計劃早已經執行。  有關於平背龜的關鍵棲息地也正在確定並保護者。  人們也努力加強交流平背龜的資訊，並加強國際間的合作與行動。

## 外部連結
- 《網絡生命大百科》上的平背龜 （页面存档备份，存于）
- Great Barrier Reef Marine Park Authority: Flatback turtles
- Flatback sea turtle @ Sea Turtle, Inc.